# Bustin' + Dronin'
Bustin' + Dronin' è una raccolta di esibizioni dal vivo e di remix del gruppo inglese Blur, pubblicato nel 1998.

## Tracce
- Disco 1

1. Movin' On (William Orbit mix) – 7:56
2. Death of a Party (Well Blurred remix) – 6:45
3. On Your Own (Crouch End broadway mix) – 4:11
4. Beetlebum (Moby's mix) – 6:42
5. Essex Dogs (Thurston Moore's mix) – 9:00
6. Death of a Party (Billy Whiskers mix) – 4:45
7. Theme From Retro (John McEntire's mix) – 5:41
8. Death of a Party (12" death) – 7:07
9. On Your Own (walter wall mix) – 15:00

- Disco 2 (registrato live @ Peel Acres)

1. Popscene – 3:05
2. Song 2 – 1:50
3. On Your Own – 4:47
4. Chinese Bombs – 1:15
5. Movin' On – 3:21
6. M.O.R. – 2:59

## Classifiche
| Classifica (1998) | Posizione massima |
| ----------------- | ----------------- |
| Giappone          | 50                |